# Dans son silence
Dans son silence (titre original : The Silent Patient) est un roman à suspense psychologique de 2019, écrit par l'auteur anglo-chypriote Alex Michaelides. Ce premier roman fut un succès et a été publié par Celadon Books, une division de Macmillan Publishers, le 5 février 2019. La version livre audio, sortie à la même date, est lue par Louise Brealey et Jack Hawkins. 

## Résumé
Le personnage principal de cette histoire est un psychothérapeute anglais, Theo Faber, qui s'occupe d'une patiente n'ayant plus prononcé le moindre mot depuis le meurtre de son époux. 

## Écriture
En écrivant son premier roman, l'auteur Michaelides, qui est également scénariste, a déclaré : « Je me sentais très déçu en tant que scénariste. Je voyais constamment des scripts être mutilés au cours de la production et ce sentiment de frustration m'a poussé à décider de m'asseoir et d'écrire enfin un roman ». Il a réécrit le brouillon environ 50 fois avant de le finaliser. La tragédie athénienne Alceste d'Euripide a servi d'inspiration pour l'intrigue, tandis que sa structure narrative a été influencée par les écrits d'Agatha Christie.
Michaelides a décidé de contextualiser son roman autour d'une unité psychiatrique car celui-ci a travaillé dans un établissement psychiatrique sécurisé pour adolescents alors qu'il était étudiant en psychothérapie.

## Réception
À sa sortie, le livre est apparu sur la liste des meilleures ventes du New York Times au premier rang. Il a ensuite remporté le Goodreads Choice Award 2019 dans la catégorie Mystère et Thriller.
Le roman a reçu un accueil généralement positif de la part des critiques. The Independent a fait l'éloge du livre pour son intrigue, ses personnages, son style, et son écriture : « [le livre est] suffisamment vivant pour justifier de le dévorer en une journée… l'écriture est nette et épurée, le style est tranchant et concis, peu encombré de détails superflus. ».
Le Guardian était d'accord, louant sa « prose serrée et épurée » et « la construction habile [de] tension jusqu'au dénouement choquant du roman ». Deccan Herald l'a appelé "une intrigue intelligente couplée à une étude de personnage intéressante, et enfin un coup de poing percutant qui vous laisse sidéré". 
Le Washington Post a salué l'intrigue comme étant « fraîche », mais a critiqué ses « métaphores d'horreur pleines de cliché, ses scènes banales » ainsi que le procédé de narration qui vise la mise en place de plusieurs fausses pistes pour aboutir au retournement final. Une autre critique négative est venue de Kirkus Reviews, qui a qualifié le livre de « maladroit, artificiel et idiot... avec une tournure que les lecteurs avertis verront arriver à un kilomètre de distance ».